# Russell (Kansas)
Pour les articles homonymes, voir Russell.
La ville de Russell est le siège du comté de Russell, situé dans le Kansas, aux États-Unis.